# Cœurs
Coeurs é um filme ítalo-francês de 2006, dirigido por Alain Resnais, baseado em peça teatral de Alan Ayckbourn.

## Sinopse
Três homens e três mulheres que não se conhecem vivem no mesmo bairro. Todos são pessoas solitárias, com o destino fazendo com que suas vidas ora se cruzem, ora se afastem. Um corretor imobiliário, Thierry (André Dussollier), que mora com a irmã Gaëlle (Isabelle Carré), tenta alugar um imóvel para um casal em crise, Dan (Lambert Wilson), um ex-soldado desempregado, frustrado,  há seis meses estagnado na vida e com um casamento aos frangalhos com Nicole (Laura Morante). Para amenizar as mágoas, Dan acredita que a melhor saída é se embriagar, frequentando o bar de um hotel, onde é atendido e desabafa com o barman Lionel (Pierre Arditi).
Lionel também tem os seus dramas privados no que se refere a Arthur (voz de Claude Rich), seu pai enfermo que habita o seu apartamento. Com intenção de lidar com o trabalho sem muitas pressões, ele decide contratar Charlotte (Sabine Azéma) para cuidar de seu pai.
Charlotte é assistente de Thierry no trabalho, que lhe empresta fitas de vídeo dela sobre programa religioso, e à noite cuida do pai de Lionel.
De garantia, há os efeitos que, mais cedo ou mais tarde, aparecerão com essas conexões que se desenham.
Adaptação da peça teatral de Alan Ayckbourn, o romance, com toques mais cômicos que dramáticos, acompanha os seis personagens que tem suas vidas cruzadas e, cada um a sua maneira, buscam por calor humano e suprir suas carências, no frio inverno de neve incessante que cobre uma Paris, menos charmosa do que o cinema está acostumado a retratar, onde os personagens parecem acometidos por um inverno na alma que teima em se dissipar. Melhor direção no Festival de Veneza 2006 e o filme com mais tempo em cartaz em São Paulo em 2008.

## Elenco
- André Dussollier ...... Thierry
- Sabine Azéma .......... Charlotte
- Laura Morante ......... Nicole
- Lambert Wilson ........ Dan
- Pierre Arditi ......... Lionel
- Isabelle Carré  ....... Gaëlle

## Principais prêmios e indicações
- Festival de Veneza - 2006

Melhor atriz - Laura Morante
Melhor diretor (Leão de Prata)